# Abou Diaby
Vassiriki Abou Diaby (phát âm tiếng Pháp: [abu djabi]; sinh ngày 11 tháng 5 năm 1986), thường được biết đến với tên Abou Diaby, là một cựu cầu thủ bóng đá người Pháp. Anh chủ yếu chơi như là một tiền vệ trung tâm đa năng, giỏi cả tấn công và phòng ngự, và được mô tả là một cầu thủ "chậm rãi, khó đeo bám, và lực lưỡng" cùng với đó là những kỹ năng "qua người và thực hiện những đường chuyền một chạm với đồng đội". Là một cầu thủ gốc Bờ Biển Ngà, Diaby cũng sở hữu một "cảm giác bóng tuyệt vời" và "kỹ năng kiểm soát bóng điêu luyện", tuy nhiên có một điều tiêu cực chính là anh thường xuyên phải vật lộn với những chấn thương lặp đi lặp lại, một vấn đề đã tồn tại từ khi anh còn ở Pháp. Ngoại hình cùng với vị trí sở trường của anh đã gợi lên những sự so sánh với cầu thủ huyền thoại của Arsenal và là đồng hương của anh, Patrick Vieira.
Diaby sinh ra ở Quận 10, Paris, nhưng lớn lên ở xã Aubervilliers thuộc vùng đô thị Paris. Anh bắt đầu sự nghiệp bóng đá của mình tại câu lạc bộ quê nhà CM Aubervilliers. Năm 1998, anh gia nhập Red Star Paris. Một năm sau, Diaby được chọn để theo học ở học viện bóng đá Clairefontaine. Anh đã trải qua bốn năm ở học viện, cùng thời gian đó anh cũng tham gia tập luyện cùng Red Star. Một năm trước khi rời Clairefontaine, Diaby chuyển đến câu lạc bộ chuyên nghiệp Paris Saint-Germain. Nhưng do sai sót hành chính của những quan chức ở câu lạc bộ đã khiến Diaby trở thành một cầu thủ tự do, và sau đó anh đã gia nhập học viện của Auxerre. Anh đã dành hai năm ở hệ thống đào tạo trẻ của câu lạc bộ trước khi có trận đấu chuyên nghiệp đầu tiên ở mùa giải 2004–05. Diaby cũng được chơi ở UEFA Cup với câu lạc bộ. Sau khi trải qua một nửa mùa giải 2005-06 cùng với Auxerre, vào tháng 1 năm 2006, Diaby đã ký với câu lạc bộ của nước Anh là Arsenal một bản hợp đồng dài hạn với mức phí chuyển nhượng không được tiết lộ. Cũng trong tháng 1 anh có trận đấu ra mắt cho câu lạc bộ và có được bàn thắng đầu tiên vào ba tháng sau đó vào lưới Aston Villa. Diaby bị vỡ xương mắt cá chân 5 tháng sau khi gia nhập Arsenal, và kể từ đó anh luôn phải vật lộn với vô số chấn thương.
Diaby là cựu thành viên ở các đội tuyển trẻ của Pháp, anh đã được chơi một số trận cho đội U19 và U21. Trước khi chơi cho đội tuyển quốc gia, anh đã cùng đội U19 giành danh hiệu vô địch ở Giải vô địch bóng đá U19 châu Âu 2005. Diaby có trận ra mắt cho đội tuyển quốc gia vào tháng 3 năm 2007 tại vòng loại Euro 2008 trước đối thủ Litva. Anh cũng được góp mặt cùng đội tuyển Pháp tại một giải đấu tầm cỡ, FIFA World Cup 2010. Diaby đã được xếp đá chính ở cả ba trận tại vòng bảng.

## Cuộc sống cá nhân
Diaby sinh ra ở Quận 10, Paris, nhưng lớn lên tại khu dân cư ở Aubervilliers, một vùng ngoại ô ở phía đông bắc của Paris. Anh là con trai của một tài xế xe tải đường dài và niềm đam mê bóng đá đã phát triển mạnh mẽ trong anh sau khi anh bị cuốn hút bởi một số cầu thủ của đội tuyển Pháp giành chức vô địch ở World Cup 1998, đặc biệt là chàng tiền vệ mạnh mẽ Patrick Vieira, người mà Diaby mô tả là "một tượng đài của bóng đá Pháp". Diaby cũng rất giỏi trong những môn thể thao khác như là bóng rổ và quyền anh. Diaby là một cầu thủ gốc Bờ Biển Ngà, bên cạnh đó anh cũng là một tín đồ Hồi giáo. Thời niên thiếu, Diaby rất thích thú với các môn học về tôn giáo, triết học, khoa học, và thiên văn học. Anh cũng rất thú vị với ngành kế toán, anh đã tham gia một khóa học kế toán lúc 17 tuổi trong khoảng thời gian đang được đào tạo tại học viện của Auxerre.

## Sự nghiệp cầu thủ

### Sự nghiệp ban đầu
Diaby khởi đầu sự nghiệp với câu lạc bộ quê nhà CM Aubervilliers vào tháng 12 năm 1996. Trong khoảng thời gian tại Aubervilliers, Diaby được dẫn dắt bởi David Giguère và Alain Mboma, người hiện tại đang là huấn luyện viên của Red Star Paris. Sau hai năm tại câu lạc bộ nghiệp dư này, Diaby đã có những tiến bộ nhanh chóng và chuyển đến câu lạc bộ bán chuyên nghiệp Red Star Paris ở Saint-Ouen. Trong khoảng thời gian ở học viện của câu lạc bộ, Diaby đã được giám sát bởi giám đốc học viện Yves-Henri Gergaud và được huấn luyện viên đội trẻ của câu lạc bộ, Marco Lienel, mô tả là một cầu thủ "khá trầm tĩnh và mong manh". Diaby bắt đầu sự nghiệp của anh tại câu lạc bộ khi chơi cho đội U13 ở giải Division Honneur Régionale của vùng Île-de-France. Sau khi dành thời gian một năm với Red Star, vào năm 1999, anh được chọn vào học viện Clairefontaine. Khi ở Clairefontaine, Diaby là một phần của A la Clairefontaine, một loạt phim tài liệu ghi chép về cuộc sống của những cầu thủ bóng đá trẻ hàng đầu nước Pháp trong suốt thời gian của họ tại học viện. Trong phim, một tập phim đã cho thấy Diaby có một cuộc ẩu đả với Hatem Ben Arfa.

### Auxerre

#### Giai đoạn 2002-2004
Vào giai đoạn cuối của mình ở học viện Clairefontaine, Diaby đã rời Red Star để chơi cho câu lạc bộ chuyên nghiệp trong nước là Paris Saint-Germain, mặc dù anh là một cổ động viên của Marseille. Anh trải qua một năm tại Camp des Loges, trung tâm đào tạo của câu lạc bộ, từ năm 2001 đến năm 2002. Sau khi rời Clairefontaine, Diaby dự kiến sẽ ký một bản hợp đồng đào tạo trẻ với Paris Saint-Germain. Các quan chức của câu lạc bộ muốn thực hiện động thái này, tuy nhiên, bộ phận nhân sự của câu lạc bộ đã không thể gởi "thư cam kết" đến cha mẹ của Diaby trước thời hạn 30 tháng 4 năm 2002, kết quả là anh đã trở thành cầu thủ tự do theo luật Bosman. Diaby nhanh chóng được tuyển mộ bởi tuyển trạch viên của Auxerre, anh gia nhập học viện của câu lạc bộ trước thềm mùa giải 2002–03. Trong mùa giải đầu tiên ở học viện, anh đã giành được danh hiệu ở Division d'Honneur des 16 ans, giải vô địch dành cho đội U16 của vùng Bourgogne-Franche-Comté.
Suốt mùa giải 2003-04, Diaby luân phiên chơi cho đội U19 ở Coupe Gambardella và đội dự bị ở Championnat de France amateur, giải hạng tư của bóng đá Pháp. Trong mùa giải cùng đội dự bị, anh đã được chơi bóng cùng với người bạn đồng đội tương lai ở Arsenal, Bacary Sagna, cũng như Younes Kaboul, Hassan Yebda, Jean-Joël Perrier-Doumbé, và người bạn cũ ở Clairefontaine, Garra Dembélé. Diaby kết thúc mùa giải với 11 lần ra sân và một bàn thắng giúp đội bóng có được vị trí dẫn đầu trên bảng xếp hạng. Sau mùa giải đó, anh đã ký bản hợp đồng chuyên nghiệp đầu tiên của mình với câu lạc bộ trong thời gian ba năm. Huấn luyện viên Guy Roux đã điền tên Diaby vào đội I và giao cho anh chiếc áo số 24.

#### Giai đoạn 2004-2006
Giống với mùa giải trước, Diaby thường xuyên được tập luyện với đội I, trong khi đồng thời có được suất đá chính ở đội dự bị của câu lạc bộ. Anh có trận đấu chuyên nghiệp đầu tiên vào ngày 14 tháng 8 năm 2004, vào sân từ băng ghế dự bị trong chiến thắng 3–1 ở giải vô địch trước Rennes. Sau khi có được màn ra mắt cho câu lạc bộ, Diaby trải qua phần còn lại của nửa đầu mùa giải cùng với đội dự bị và đối phó với những chấn thương. Anh trở lại đội I vào tháng 3 năm 2005 với trận ra mắt ở đấu trường châu Âu ở lượt đi vòng 16 đội UEFA Cup với đối thủ trong nước Lille. Diaby ra sân trong cả hai lượt trận từ băng ghế dự bị, Auxerre giành chiến thắng với tổng tỷ số 1–0. Câu lạc bộ sau đó đã thất bại ở tứ kết trước đội bóng của nước Nga, CSKA Moscow. Diaby lần đầu tiên được đá chính ở một trận đấu chuyên nghiệp vào ngày 20 tháng 3 đối đầu với đội bóng cũ của anh, Paris Saint-Germain. Anh đã chơi 74 phút trước khi được thay ra trong thất bại 1-0 của câu lạc bộ. Diaby có thêm ba lần ra sân nữa từ băng ghế dự bị trong phần còn lại của mùa giải.
Cựu huấn luyện viên Auxerre, Jacques Santini, phát biểu sau khi bán Diaby. 
Sau mùa giải đó, Roux về hưu sau khi đã huấn luyện câu lạc bộ trong 44 mùa giải liên tiếp. Ông được thay thế bởi cựu huấn luyện viên đội tuyển Pháp Jacques Santini. Mùa giải 2005-06, Diaby có được vị trí ngay từ đầu mùa bóng, nhưng mùa thu trôi qua, anh phải đối mặt với những chấn thương, dẫn đến việc anh không nhận được sự tin tưởng của Santini. Không giống như những cầu thủ trẻ Sagna và Kaboul đã xây dựng được một vị trí vững chắc trong đội hình một cách nhanh chóng, Diaby chỉ ra sân năm trận ở giải vô địch trong nửa đầu mùa giải. Tiền vệ này ghi bàn thắng chuyên nghiệp đầu tiên vào ngày 10 tháng 9 năm 2005 trong trận thua 3-1 trước Rennes. Ở đấu trường châu Âu, Diaby đá chính ở vòng đấu đầu tiên của câu lạc bộ, đánh bại đội bóng của Bulgaria, Levski Sofia, tại UEFA Cup. Giữa mùa giải, Diaby bị coi là người thừa ở câu lạc bộ. Sau khi bán cầu thủ này, phó chủ tịch Gérard Bourgoin tuyên bố rằng "Chúng tôi luôn luôn giữ lại những cầu thủ trẻ, những người mà huấn luyện viên của chúng tôi muốn sử dụng, nhưng Diaby thì đã không thi đấu được nhiều, vì thế đây là thương vụ mang tính chiến lược của chúng tôi".

### Arsenal

#### Giai đoạn 2006-2008

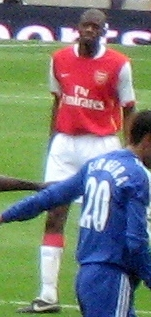
Diaby với Arsenal ở mùa giải 2006-07.

Vào ngày 13 tháng 1 năm 2006, câu lạc bộ Arsenal xác nhận rằng đã ký với Diaby một bản hợp đồng dài hạn với mức phí chuyển nhượng được giữ kín, nhưng sau đó được tiết lộ là 2 triệu bảng. Trước khi gia nhập Arsenal, anh đã từ chối lời đề nghị từ phía câu lạc bộ đối thủ cùng thành phố của Arsenal, Chelsea. Khi đến với Arsenal, Diaby được trao chiếc áo số 2, số áo đã bị bỏ trống kể từ khi Lee Dixon giã từ sân cỏ. Anh có trận ra mắt cho câu lạc bộ vào ngày 21 tháng 1 năm 2006 từ băng ghế dự bị trong trận thua 1–0 trước Everton. Ba ngày sau, anh có trận đá chính đầu tiên cho câu lạc bộ trong chiến thắng 2–1 ở Football League Cup trước Wigan. Ngày 21 tháng 2, Diaby có trận đấu đầu tiên ở UEFA Champions League, vào sân từ băng ghế dự bị trong chiến thắng ở lượt đi vòng 16 đội trước câu lạc bộ của Tây Ban Nha Real Madrid. Hai tuần sau, Diaby đã có một đường kiến tạo trong chiến thắng 4-0 của Arsenal trước Fulham. Sau khi phải đối mặt với chấn thương vào tháng 3, anh đã trở lại trong tháng 4 và ghi bàn thắng đầu tiên của anh cho câu lạc bộ ở chiến thắng 5–0 trước Aston Villa vào ngày Cá tháng tư năm 2006. Bên cạnh đó, anh cũng kiến tạo một bàn thắng cho người bạn đồng đội cùng gia nhập với anh vào tháng 1, Emmanuel Adebayor.
Vào ngày 1 tháng 5, Diaby bị gãy xương mắc cá chân nghiêm trọng sau một pha vào bóng, được mô tả bởi giới truyền thông là "kinh hoàng", từ hậu vệ Dan Smith của Sunderland. Sau trận đấu, Wenger đã mô tả pha vào bóng đó là "một cú đá tồi tệ và không cần thiết" và cũng chỉ trích thái độ thi đấu của những cầu thủ đối phương, trong khi huấn luyện viên của Sunderland, Kevin Ball, thì bảo vệ Smith, "Smith không phải là một người hiểm ác và chơi bẩn, tôi nghĩ thật là không công bằng khi gọi anh ấy như vậy và nói rằng anh ấy cố tình làm chuyện đó. Dan đã cố giành lấy quả bóng, nhưng thật không may là Diaby đã nhanh hơn anh ấy". Bởi chấn thương này, Diaby đã phải bỏ lỡ trận chung kết UEFA Champions League 2006, cũng như Giải vô địch bóng đá U21 châu Âu 2006. Anh đã phải trải qua ba cuộc phẫu thuật để điều trị chấn thương và các bác sĩ nhận định rằng chấn thương này có thể khiến anh kết thúc sự nghiệp. Sau phẫu thuật, anh đã phải trải qua tám tháng để phục hồi chức năng và trở lại đội I ở mùa giải 2006–07 tại trận đấu ở League Cup đối đầu với Liverpool. Anh đã vào sân từ băng ghế dự bị ở trận đấu mà Arsenal đã có được chiến thắng 6–3. Ngày 27 tháng 2 năm 2007, trong trận chung kết League Cup 2007 trước Chelsea, Diaby trong nỗ lực phá bóng lên từ khu vực phòng ngự của Arseanal, đã vô tình đá thẳng vào mặt hậu vệ đối phương, John Terry. Bị bất tỉnh, Terry được cáng ra ngoài và đưa thẳng đến bệnh viện, nhưng anh ấy đã hồi phục và quay trở lại sân vận động Thiên Niên Kỷ ở Cardiff để ăn mừng chức vô địch sau chiến thắng 2-1 của Chelsea. Mặc dù Arsenal thua trận, Diaby cũng để lại dấu ấn với đường kiến tạo cho bàn thắng duy nhất của câu lạc bộ trong trận đấu được ghi bởi Theo Walcott. Diaby ghi bàn thắng đầu tiên và duy nhất của anh trong mùa giải vào ngày 14 tháng 3 trong chiến thắng 1-0 trước Aston Villa khi anh đã làm đổi hướng quả bóng từ cú sút của Julio Baptista. Anh vẫn là một nhân tố quan trọng của đội bóng trong phần còn lại của mùa giải, được thi đấu liên tục kể từ trận đấu với Aston Villa, cả đá chính vào sân từ băng ghế dự bị.
Trong mùa giải trọn vẹn đầu tiên của Diaby với Arsenal, anh đã ghi bàn thắng đầu tiên vào ngày 22 tháng 9 năm 2007 trong chiến thắng 5-0 của câu lạc bộ trước Derby County. Ba ngày sau, anh kiến tạo một bàn thắng trong chiến thắng 2–0 ở League Cup trước Newcastle United. Tháng 12 năm 2007, Diaby đã ghi bàn trong các trận đấu liên tiếp, đây là lần đầu tiên anh làm được điều đó trong sự nghiệp của mình. Anh ghi bàn thắng đầu tiên vào ngày 12 tháng 12 trong trận đấu cuối cùng của câu lạc bộ ở vòng bảng Champions League trước đội bóng của România, Steaua Bucureşti. Arsenal giành chiến thắng với tỷ số 2–1. Sáu ngày sau, Diaby ghi bàn mở tỷ số cho Arsenal trong chiến thắng 3–2 trên sân của Blackburn Rovers ở Football League Cup. Diaby không thể hiện được gì nhiều trong phần còn lại của những tháng mùa đông ngoài một pha kiến tạo trong chiến thắng 4-1 trước Everton. Vào ngày 29 tháng 3 năm 2008, Diaby bị đuổi khỏi sân lần đầu tiên trong sự nghiệp bóng đá chuyên nghiệp của anh ở trận đấu tại giải vô địch đối đầu với Bolton Wanderers sau một pha vào bóng với hậu vệ Grétar Steinsson. Diaby sau đó được Wenger lên tiếng bảo vệ, "Tôi không nghĩ pha vào bóng của Diaby là ác ý, nó chỉ mang tính tự vệ". Wenger cũng phát biểu rằng pha vào bóng của Diaby không nên được đem so sánh với những gì đã diễn ra đối với người bạn đồng đội của anh ấy, Eduardo da Silva, cách đó vài tuần. Wenger sau đó đã bị giới truyền thông nước Anh chỉ trích rằng ông đã đảo ngược mọi chuyện bằng việc đưa ra những tuyên bố khác nhau khi những cầu thủ của Arsenal bị phạm lỗi và khi họ là người phạm lỗi.
Sau khi thụ án treo giò bởi chiếc thẻ đỏ, Diaby chỉ được thi đấu một trận duy nhất trong hai tháng cuối cùng của mùa giải. Đó là trận đấu lượt về tứ kết Champions League trước Liverpool. Trong trận đấu, Diaby đã ghi bàn mở tỷ số cho Arsenal nâng tổng tỷ số sau hai lượt lên 2–1 (tỷ số trận lượt đi là 1-1). Tuy nhiên Arsenal sau đó đã phải nhận bốn bàn thua từ Liverpool và thất bại với tổng tỷ số 5-3 sau hai lượt trận. Sau trận đấu với Liverpool, Diaby phải đối mặt với một chấn thương ở bắp đùi. Sau khi bị tái phát chấn thương trong một trận đấu của đội dự bị vào cuối tháng 4, Diaby đã phải ngồi ngoài trong phần còn lại của mùa giải.

#### Giai đoạn 2008-2012

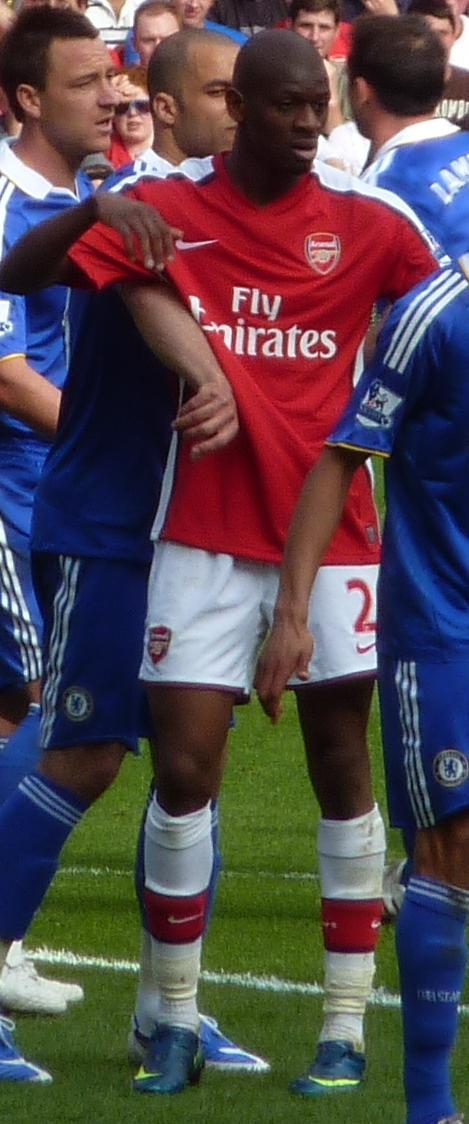
Diaby với Arsenal ở mùa giải 2008–09 trong trận gặp Chelsea.

Diaby đã bỏ lỡ những tháng đầu của mùa giải 2008-09 sau khi chấn thương đùi anh mắc phải vào mùa giải trước được phát hiện là nghiêm trọng hơn chẩn đoán ban đầu. Anh ra sân trận đầu tiên của mùa giải vào ngày 18 tháng 10 năm 2008 ở chiến thắng 3–1 trước Everton. Ba ngày sau, Diaby ghi bàn thắng thứ ba của trận đấu trong chiến thắng 5–2 ở vòng bảng Champions League trước đại diện của Thổ Nhĩ Kỳ, Fenerbahçe. Anh ra sân đều đặn trong mùa giải đó. Ngày 26 tháng 12 năm 2008, Diaby lần thứ ba ghi bàn vào lưới Aston Villa trong trận hòa với tỷ số 2-2. Tháng tiếp theo, anh đã kiến tạo cho Robin van Persie ghi bàn ấn định trận hòa 1-1 trước Everton. Diaby ghi bàn thắng thứ hai của anh trong mùa giải ở chiến thắng 3–1 của Arsenal tại giải vô địch trước Newcastle vào ngày 21 tháng 3. Ở trận đấu cuối cùng của mùa giải, anh đã ghi bàn thắng thứ ba của Arsenal trong trận đấu mà họ đã giành chiến thắng với tỷ số 4–1 trước Stoke City.
Diaby bắt đầu mùa giải 2009-10 với tình trạng sức khỏe tốt nhất lần đầu tiên kể từ năm 2007 và nhanh chóng tạo được dấu ấn. Thi đấu cùng với Alex Song và Cesc Fàbregas, anh cùng với họ đã tạo thành bộ ba tiền vệ năng động. Ngày 22 tháng 8 năm 2009, anh lập một cú đúp trong chiến thắng 4–1 trước Portsmouth. Tháng tiếp theo, Diaby kiến tạo một bàn thắng trong cuộc lội ngược dòng giành chiến thắng với tỷ số 3–2 trước đại diện của bóng đá Bỉ, Standard Liège ở Champions League. Sau khi được luân phiên sử dụng ở băng ghế dự bị và đội hình xuất phát trong phần còn lại của tháng 9, vào tháng 10, Diaby trở lại đội hình xuất phát và ghi bàn thắng quyết định trong trận thắng 3–1 trước Birmingham City. Ba tuần sau, ở Champions League, anh ghi thêm một bàn thắng tại vòng bảng vào lưới đội bóng của Hà Lan, AZ. Vào ngày 7 tháng 11, Diaby bị dính một chấn thương trong chiến thắng 4–1 trước Wolverhampton Wanderers. Chấn thương này dẫn đến kết quả là anh phải bỏ lỡ trận playoff giành quyền tham dự World Cup của đội tuyển Pháp trước Cộng hòa Ireland.
Diaby ghi được bàn thắng thứ năm của anh trong mùa giải ở chiến thắng 3–0 trước Hull City vào ngày 19 tháng 12. Anh cũng kiến tạo một bàn thắng trong trận đấu đó. Một tuần sau, Diaby lần thứ tư trong sự nghiệp ghi bàn vào lưới Aston Villa cũng trong một chiến thắng với tỷ số 3-0. Diaby bắt đầu năm 2010 bằng việc kiến tạo những bàn thắng trong trận hòa 2-2 trước Everton và trận thắng 4–2 trước Bolton. Ngày 10 tháng 2, anh đã ghi bàn thắng duy nhất trong chiến thắng trước Liverpool. Mặc dù không ghi thêm được bàn thắng nào trong phần còn lại của mùa giải, Diaby vẫn là một nhân tố quan trọng của đội bóng với 12 lần được đá chính trong 14 trận đấu cuối cùng của mùa giải mà anh được thi đấu. Anh hoàn thành mùa giải với phong độ ấn tượng trong các trận đấu, với những bàn thắng và những đường kiến tạo.
Diaby bắt đầu mùa giải 2010-11 với một bàn thắng và một đường kiến tạo trong trận đấu thứ hai của câu lạc bộ đối đầu với Blackpool; một trận thắng 6-0. Trong trận đấu trước Bolton tại sân vận động Emirates vào ngày 11 tháng 9, anh đã bị dính chấn thương sau pha truy cản của Paul Robinson. Diaby được thay thế ở phút thứ 72 bởi Denílson trong chiến thắng 4–1. Do chấn thương, anh đã phải ngồi ngoài hai tuần và trở lại trong trận thua 3-2 trước West Brom. Diaby chủ yếu chỉ được vào sân từ băng ghế dự bị sau khi bình phục chấn thương. Vào ngày 5 tháng 2 năm 2011, anh đã bị đuổi khỏi sân sau khi bị kết án là có hành vi bạo lực với tiền vệ đối phương, Joey Barton, trong trận đấu ở giải vô địch trên sân của Newcastle. Trước khi Diaby bị đuổi, Arsenal đang dẫn trước với tỷ số 4–0. Nhưng sau đó đội bóng đã phải nhận tới bốn bàn thua khi chỉ chơi với mười người, kết quả là câu lạc bộ rời sân St. James' Park với chỉ một điểm. Ngày 10 tháng 4, Diaby ghi bàn thắng thứ hai của anh trong mùa giải ở chiến thắng 3–1 trước Blackpool.
Mùa giải 2011-12 đối với Diaby đã bị tàn lụi một lần nữa bởi vấn đề chấn thương. Anh chỉ thi đấu có năm trận trong suốt mùa giải, và chỉ được vào sân từ băng ghế dự bị, bốn ở Premier League và một ở Champions League.

#### Giai đoạn 2012-hiện tại
Với sự ra đi của Alex Song trước thềm mùa giải 2012-13, Abou Diaby đá chính cả ba trận đầu mùa của Arsenal. Màn trình diễn của anh trước Liverpool đã giúp anh có được danh hiệu Cầu thủ xuất sắc nhất trận đấu do Sky Sports bình chọn trong chiến thắng 2–0 của Arsenal tại Anfield. Tuy nhiên sau đó anh đã bị dính chấn thương trong trận thua 1-2 trước Chelsea vào ngày 29 tháng 9 và buộc phải thay ra. Abou trở lại vào ngày 13 tháng 1 đối đầu với Manchester City tại sân vận động Emirates, ở trận đấu gây tranh cãi này tại Premier League, đã có hai thẻ đỏ trực tiếp được rút ra, một dành cho mỗi đội. Arsenal thua trận với tỷ số 2-0.
Sau một vài lần góp mặt trên băng ghế dự bị vào tháng 2 và tháng 3, có một thông báo vào ngày 28 tháng 3 rằng Diaby đã bị rách dây chằng trước của đầu gối trái và sau cuộc phẫu thuật, anh sẽ phải ngồi ngoài dự tính là từ 8 đến 9 tháng.
Vào ngày 5 tháng 7, Arsenal thông báo rằng Diaby sẽ chuyển từ áo số 2 sang áo số 24. Ngay sau đó, anh được thông báo sẽ nghỉ cho đến tháng 3 năm 2014, sau khi điều trị xong chấn thương đầu gối.

## Sự nghiệp đội tuyển quốc gia

### Đội tuyển trẻ
Diaby là cựu thành viên ở các đội tuyển trẻ của Pháp, chơi ở cấp độ U19 và U21. Anh thi đấu dưới thời huấn luyện viên Jean Gallice. Gallice, ban đầu, đã triệu tập Diaby vào đội U18 cho trận đấu với Hy Lạp vào tháng 11 năm 2003. Tuy nhiên, Diaby đã buộc phải rút lui khỏi đội hình sau khi mắc phải chấn thương khi đang thi đấu ở giải trong nước. Anh có trận ra mắt cho tuyển trẻ của Pháp với đội U19 trong chiến thắng 2–1 ở trận giao hữu trước Thổ Nhĩ Kỳ. Ở vòng loại Giải vô địch bóng đá U19 châu Âu 2005, Diaby thi đấu cả sáu trận giúp cho Pháp kết thúc vòng loại thứ nhất và vòng loại thứ hai mà không để thua bất kỳ một trận đấu nào. Tại vòng chung kết, anh đã bỏ lỡ trận mở màn của đội bóng ở vòng bảng, hòa 1-1 trước U19 Anh, do thẻ phạt, nhưng đã trở lại đội hình xuất phát trong trận thắng 3-1 trước Na Uy ở lượt trận thứ hai của vòng bảng. Diaby, sau đó, đá chính ở tất cả các trận đấu tiếp theo, bao gồm trận chung kết đối đầu với U19 Anh. Pháp thắng 3-1 và lần thứ sáu giành danh hiệu vô địch U19 châu Âu, đây là danh hiệu quốc tế đầu tiên của Diaby. Tổng cộng với đội U19, anh thi đấu 12 trận và không ghi bàn thắng nào. Tại đội U21, Diaby có trận ra mắt vào ngày 28 tháng 2 năm 2006 trong trận giao hữu đối đầu Slovakia. Anh vào sân thay người trong trận thắng của Pháp với tỷ số 2–1. Do chấn thương nứt mắt cá chân mắc phải ở giải trong nước, Diaby đã bỏ lỡ Giải vô địch bóng đá U21 châu Âu 2006. Do những chấn thương lặp đi lặp lại, anh cũng đã bỏ lỡ tất cả những trận vòng loại của Giải vô địch bóng đá U21 châu Âu 2007 và chỉ được ra sân thêm một lần nữa cho đội U21, trận giao hữu hòa 1-1 trước Armenia.

### Đội tuyển quốc gia
Vào ngày 15 tháng 3 năm 2007, Diaby lần đầu tiên được triệu tập vào đội tuyển quốc gia bởi huấn luyện viên Raymond Domenech cho trận đấu ở vòng loại Euro 2008 đối đầu với Litva và trận giao hữu gặp đội tuyển Áo. Anh mô tả điều đó như là một "bất ngờ lớn" bởi vì anh vừa bình phục chấn thương mắt cá chân chỉ hai tháng trước đó. Diaby có màn ra mắt đội tuyển quốc gia ở trận vòng loại gặp Litva, vào sân từ băng ghế dự bị để thay thế cho Florent Malouda. Anh có lần đá chính đầu tiên cho đội tuyển trong trận đấu kế tiếp đối đầu với đội tuyển Áo; trận đấu kết thúc với chiến thắng 1-0 cho tuyển Pháp. Sau trận đấu với đội tuyển Áo, Diaby không thi đấu thêm bất kỳ một trận nào cho tuyển Pháp trong vòng ba năm. Tiền vệ này cũng có vài lần được gọi vào đội tuyển trong ba năm đó, nhưng đều phải rút lui khỏi đội hình do chấn thương hoặc không có được sự ưa thích từ phía Domenech. Mặc dù vậy, Diaby cũng có tên trong danh sách sơ bộ 30 cầu thủ tham dự FIFA World Cup 2010 của Domenech. Anh quay trở lại đấu trường quốc tế trong trận giao hữu giành chiến thắng 2-1 trước Costa Rica. Diaby sau đó có tên trong danh sách chính thức 23 cầu thủ với vai trò dự bị cho vị trí tiền vệ phòng ngự.
Trước thềm giải đấu, có báo cáo cho rằng Domenech đã xem xét thay đổi phong cách chơi bóng trong sơ đồ 4–3–3 với việc Malouda có thể sẽ di chuyển từ vai trò cầu thủ chạy cánh vào hàng tiền vệ. Malouda đã không nghe theo chỉ đạo của huấn luyện viên và bị đẩy lên băng ghế dự bị, Diaby đã được lắp vào vị trí đó và có lần đầu tiên được thi đấu ở FIFA World Cup trong trận mở màn của tuyển Pháp ở vòng bảng đối đầu với Uruguay. Trận đấu kết thúc với tỷ số 0-0 và Diaby đã được thi đấu trọn vẹn cả trận. Anh đã được một tờ báo của Scotland,The Scotsman, ghi nhận là cầu thủ có màn trình diễn xuất sắc nhất trong trận hòa không bàn thắng này. Diaby đá chính cả hai trận còn lại của tuyển Pháp ở vòng bảng đối đầu với Mexico và Nam Phi. Pháp đã để thua cả hai trận và chấm dứt cuộc hành trình trong thảm họa không những bởi vấn đề chuyên môn mà còn ở nội bộ đội bóng do các cầu thủ đã tham gia đình công để phản đối việc trục xuất tiền đạo Nicolas Anelka khỏi đội bóng. Kết quả là, Diaby, cùng với 22 thành viên khác của đội bóng, đã bị đình chỉ thi đấu trận giao hữu của tuyển Pháp đối đầu với Na Uy.
Dưới thời huấn luyện viên Laurent Blanc, Diaby đã có cơ hội để được đá chính trong hai trận đấu đầu tiên của tuyển Pháp ở mùa giải mới. Nhưng sau khi thi đấu trọn vẹn cả trận ở chiến thắng 2-0 trước Luxembourg, anh đã phải bỏ lỡ trận thắng trước tuyển Anh do chấn thương. Diaby đã trở lại trong trận giao hữu vào ngày 9 tháng 2 năm 2011 đối đầu với Brasil, anh xuất hiện ở hiệp hai để thay thế cho Yann M'Vila. Tuyển Pháp đã giành chiến thắng với tỷ số 1-0. Tháng 3 năm 2011, Diaby được gọi trở lại đội tuyển để chuẩn bị cho trận đấu với Luxembourg và Croatia, nhưng, lần thứ hai trong mùa giải, anh lại phải rút lui do chấn thương. Anh được triệu tập trở lại đội tuyển vào tháng 6 năm 2011 cho trận đấu ở vòng loại Euro 2012 trước Belarus và các trận giao hữu trước Poland và Ukraina. Diaby đã được thi đấu trong cả ba trận. Do chấn thương trong suốt mùa giải trước đó, anh đã phải lỡ hẹn với Euro 2012.
Sau hơn một năm không góp mặt ở đội tuyển quốc gia, Diaby đã trở lại tuyển Pháp vào tháng 9 năm 2012 dưới thời tân huấn luyện viên Didier Deschamps. Trong lần ra sân đầu tiên của anh kể từ tháng 6 năm 2011, lần đầu tiên anh đã ghi bàn cho đội tuyển trong trận đấu ở vòng loại World Cup 2014 đối đầu với Phần Lan.

## Phong cách chơi bóng

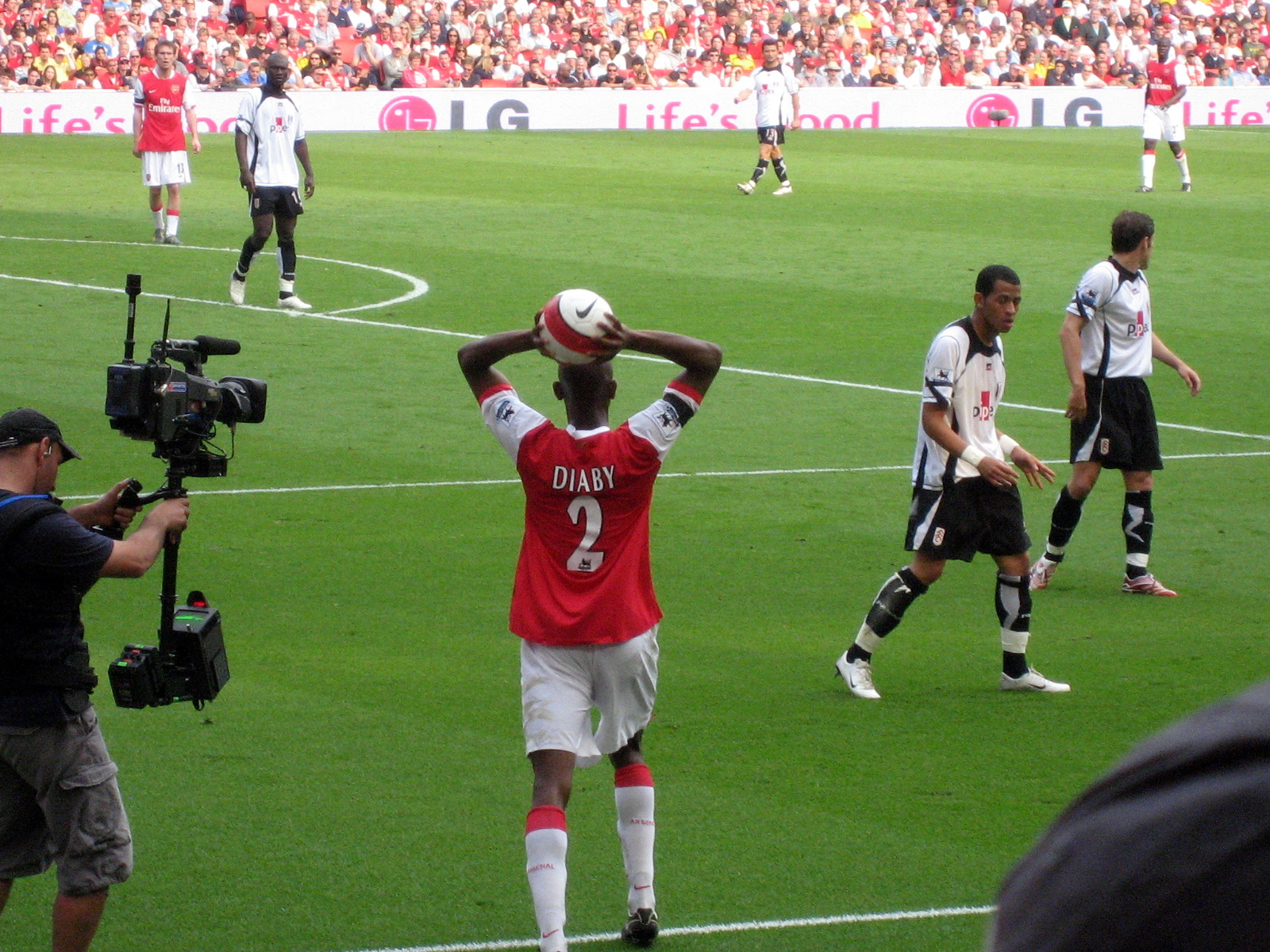
Diaby đang thực hiện một quả ném biên trong cuộc đối đầu với Fulham năm 2007.

Diaby thường được mô tả như là một tiền vệ đa năng điển hình; một tiền vệ giỏi cả tấn công và phòng ngự. Trong khi có thể chơi như một tiền vệ phòng ngự, nhưng Diaby lại cố gắng lảng tránh vị trí đó, anh thừa nhận rằng "Sẽ tốt hơn nếu tôi được chơi ở vị trí tiền vệ trụ". Huấn luyện viên Arsène Wenger mô tả về anh ấy, "Cậu ấy (Diaby) có nhiều thứ hơn là một cầu thủ tấn công. Cậu ấy không phải là cầu thủ chỉ có tư duy phòng ngự và cậu ấy cũng không phải là cầu thủ cầm trịch thế trận. Cậu ấy là một cầu thủ có thể chạy khắp mặt sân một cách dễ dàng, di chuyển từ vị trí này đến vị trí khác giống như thể chúng không có khoảng cách và ở cậu ấy có một nguồn năng lượng dồi dào". Trong những năm đầu của anh ở Auxerre, anh thường xuyên được sử dụng như là một tiền vệ tấn công hoặc hộ công do kỹ thuật cá nhân của anh ấy, thêm vào đó là kỹ năng kiểm soát bóng, qua người và chuyền bóng một chạm với đồng đội.
Sau khi ký hợp đồng với Arsenal, huấn luyện viên Wenger đã ví anh giống như một cầu thủ đã từng chơi bóng ở Arsenal, Patrick Vieira. Wenger đã so sánh hai cầu thủ này với nhau chủ yếu là do sự tương đồng về ngoại hình cũng như vị trí yêu thích của họ. Trong khi cả hai có ngoại hình tương tự nhau, nhưng Diaby thừa nhận rằng có những sự khác biệt rất lớn, "Tôi nghĩ có lẽ tôi có khuynh hướng tấn công nhiều hơn, là một cầu thủ có kỹ thuật hơn" và "Vieira thì thiện chiến hơn nhiều. Anh ấy sử dụng sức mạnh thể chất nhiều hơn trong trận đấu, ở hàng tiền vệ. Anh ấy thật đáng kinh ngạc. Tôi không nghĩ tôi có phẩm chất này. Tôi nghĩ tôi có thể phát triển theo cách đó nhưng anh ấy thì mạnh hơn rất nhiều." Năm 2009, Wenger đã nhắc lại những ý kiến của Diaby, "Tôi tin rằng Vieira có khuynh hướng chuyền bóng nhiều hơn. Diaby thì lại thiên về rê dắt bóng, tấn công nhiều hơn và tạo nên những pha đột phá. Vieira chủ yếu chơi với vai trò là người kiến tạo. Họ giống nhau ở sự tao nhã và phong cách chơi bóng nhưng không hoàn toàn tương đồng với nhau".
Diaby thường được mô tả là một cầu thủ dễ bị tổn thương. Kể từ khi trở lại sau chấn thương nứt mắt cá chân vào cuối năm 2006, tiền vệ này đã phải chịu đựng những chấn thương lặt vặt và dai dẳng dẫn đến kết quả là Diaby đã không thể nào có được một mùa giải trọn vẹn cho câu lạc bộ ở thời điểm đó. Kể từ tháng 5 năm 2006, thời điểm anh bị dính chấn thương đầu tiên cùng Arsenal, cho đến nay, tức là trong vòng hơn bảy năm, anh đã phải vật lộn với tổng cộng đến 35 chấn thương lớn nhỏ khác nhau. Kể cả khi chưa gia nhập Arsenal, trong mùa giải thứ hai của anh ở Auxerre, mùa giải mà anh được dự kiến sẽ có nhiều cơ hội để được thi đấu, nhưng Diaby đã không có được lòng tin của huấn luyện viên Jacques Santini cũng là do những chấn thương lặp đi lặp lại mà anh đã phải chịu đựng trong suốt những tháng mùa thu của mùa giải 2005–06. Sau khi trở lại đội hình, Diaby đã cố gắng lấy lại phong độ, và cuối cùng là thương vụ chuyển đến Arsenal. Mùa giải anh đóng góp nhiều nhất cho Arsenal là mùa giải 2009-10 với việc góp mặt trong 40 trận đấu. Arsenal đã chơi tổng cộng 55 trận đấu chính thức trong mùa giải đó.

## Thống kê sự nghiệp

### Câu lạc bộ
Tính đến 17 tháng 8 năm 2013
| CLB                 | Mùa giải            | Giải vô địch | Giải vô địch | Giải vô địch | Cup     | Cup       | Cup      | Châu Âu | Châu Âu   | Châu Âu  | Tổng cộng | Tổng cộng | Tổng cộng |
| CLB                 | Mùa giải            | Số trận      | Bàn thắng    | Kiến tạo     | Số trận | Bàn thắng | Kiến tạo | Số trận | Bàn thắng | Kiến tạo | Số trận   | Bàn thắng | Kiến tạo  |
| ------------------- | ------------------- | ------------ | ------------ | ------------ | ------- | --------- | -------- | ------- | --------- | -------- | --------- | --------- | --------- |
| Auxerre             | 2004–05             | 5            | 0            | 0            | 0       | 0         | 0        | 2       | 0         | 0        | 7         | 0         | 0         |
| Auxerre             | 2005–06             | 5            | 1            | 0            | 0       | 0         | 0        | 2       | 0         | 0        | 7         | 1         | 0         |
| Auxerre             | Tổng cộng           | 10           | 1            | 0            | 0       | 0         | 0        | 4       | 0         | 0        | 14        | 1         | 0         |
| Arsenal             | 2005–06             | 12           | 1            | 1            | 2       | 0         | 0        | 2       | 0         | 0        | 16        | 1         | 1         |
| Arsenal             | 2006–07             | 12           | 1            | 0            | 5       | 0         | 1        | 1       | 0         | 0        | 18        | 1         | 1         |
| Arsenal             | 2007–08             | 15           | 1            | 1            | 7       | 1         | 1        | 6       | 2         | 0        | 28        | 4         | 2         |
| Arsenal             | 2008–09             | 24           | 3            | 2            | 5       | 0         | 0        | 7       | 1         | 0        | 36        | 4         | 2         |
| Arsenal             | 2009–10             | 29           | 6            | 4            | 1       | 0         | 0        | 10      | 1         | 2        | 40        | 7         | 6         |
| Arsenal             | 2010–11             | 16           | 2            | 3            | 3       | 0         | 0        | 1       | 0         | 0        | 20        | 2         | 3         |
| Arsenal             | 2011–12             | 4            | 0            | 0            | 0       | 0         | 0        | 1       | 0         | 0        | 5         | 0         | 0         |
| Arsenal             | 2012–13             | 11           | 0            | 0            | 3       | 0         | 1        | 1       | 0         | 0        | 15        | 0         | 1         |
| Arsenal             | 2013-14             | 0            | 0            | 0            | 0       | 0         | 0        | 0       | 0         | 0        | 0         | 0         | 0         |
| Arsenal             | Tổng cộng           | 123          | 14           | 11           | 26      | 1         | 3        | 29      | 4         | 2        | 178       | 19        | 16        |
| Tổng cộng sự nghiệp | Tổng cộng sự nghiệp | 133          | 15           | 11           | 26      | 1         | 3        | 33      | 4         | 2        | 192       | 20        | 16        |

### Đội tuyển quốc gia
Tính đến 7 tháng 9 năm 2012
| Đội tuyển | Mùa giải  | Số trận | Bàn thắng | Kiến tạo |
| --------- | --------- | ------- | --------- | -------- |
| Pháp      | 2006–07   | 2       | 0         | 0        |
| Pháp      | 2007–08   | 0       | 0         | 0        |
| Pháp      | 2008–09   | 0       | 0         | 0        |
| Pháp      | 2009–10   | 6       | 0         | 0        |
| Pháp      | 2010–11   | 7       | 0         | 0        |
| Pháp      | 2011–12   | 0       | 0         | 0        |
| Pháp      | 2012–13   | 1       | 1         | 0        |
| Tổng cộng | Tổng cộng | 16      | 1         | 0        |

#### Bàn thắng ở đội tuyển quốc gia
| 1                           | 7 tháng 9 năm 2012 | Sân vận động Olympic Helsinki, Helsinki, Phần Lan | Phần Lan | 0–1 | 0–1 | Vòng loại World Cup 2014 |
| Tính đến 7 tháng 9 năm 2012 |                    |                                                   |          |     |     |                          |

## Danh hiệu

### Đội tuyển quốc gia
Pháp
- Giải vô địch bóng đá U19 châu Âu: 2005

Arsenal
- FA Cup 2014